# 卡夫雷哈斯德尔坎波
卡夫雷哈斯德尔坎波，是西班牙卡斯蒂利亚-莱昂索里亚省的一个市镇。总面积18平方公里，总人口82人（2001年），人口密度5人/平方公里。